# Medaille für hervorragende Leistungen in der Leicht-, Lebensmittel- und Nahrungsgüterindustrie der Deutschen Demokratischen Republik
Die Medaille für hervorragende Leistungen in der Leicht-, Lebensmittel- und Nahrungsgüterindustrie der Deutschen Demokratischen Republik war eine staatliche Auszeichnung  der Deutschen Demokratischen Republik (DDR), welche in Form einer tragbaren Medaille verliehen wurde.

## Geschichte
Gestiftet wurde die Medaille am 30. Januar 1975 in einer Stufe. Ihre Verleihung erfolgte für hervorragende Leistungen und langjährige verdienstvolle Tätigkeit in diesem Bereich. Allerdings war die Höchstverleihungszahl auf 200 Träger jährlich begrenzt. Die Medaille konnte auch nur einmal an ein und dieselbe Person verliehen werden.

## Aussehen und Tragweise
Die vergoldete Medaille mit einem Durchmesser von 30 mm zeigte auf ihrem Avers mittig eine Fabrik, mit qualmenden Schloten innerhalb eines Kranzes, der zu Hälfte aus zwei gebogenen Ähren (oben) und aus einem Zahnrad (unten) bestand. Das Revers der Medaille zeigt dagegen oben das kleine Staatswappen der DDR und die darunter liegende fünfzeilige Aufschrift: FÜR / HERVORRAGENDE LEISTUNGEN / IN DER LEICHT-, LEBENSMITTEL- / UND NAHRUNGSGÜTER- / INDUSTRIE. Getragen wurde die Medaille an der linken oberen Brustseite an einer 25 × 12,5 mm breiten rosafarbenen Spange, in welcher senkrecht ein 2,5 mm breiter grüner Mittelstreifen eingewebt war.